# Премія D.I.C.E.
D.I.C.E. Awards (раніше Interactive Achievement Awards) — це щорічна церемонія нагородження в індустрії відеоігор, яку часто називають відеоігровим еквівалентом «Оскара». Нагородження організовуються Академією інтерактивних мистецтв і наук (AIAS) і проводяться під час щорічного саміту AIAS D.I.C.E. Summit у Лас-Вегасі. «D.I.C.E.» є бекронімом «Design Innovate Communicate Entertain». Преміями D.I.C.E. відзначають ігри, окремих розробників та команди розробників, які зробили внесок у розвиток багатомільярдної світової індустрії розважального програмного забезпечення.

## Формат
Академія заохочує подання заявок від будь-якої особи чи компанії за умови, що вони відповідають критеріям прийнятності. Кожна заявка подає гру або гру на розгляд принаймні в одній категорії Craft і тільки в одній категорії Genre. Для більшості категорій гра повинна бути публічно випущена в Північній Америці протягом останнього календарного року. Виняток становлять заявки на «Онлайн-гру року» та «Файтинг-гру року».
Фіналістів у кожній категорії обирає експертне журі, сформоване AIAS з понад 100 професіоналів у сфері відеоігор, які представляють різні аспекти індустрії, зокрема розробників, програмістів, художників і видавців, результати якого щороку публікуються на вебсайті AIAS. Потім за номінантів голосують усі члени AIAS (понад 33 000 членів) за допомогою конфіденційної та захищеної системи голосування, а переможці оголошуються під час D.I.C.E. Summit у Лас-Вегасі, як правило, у лютому того ж року.
Активні творчі/технічні, бізнес- та афілійовані члени Академії мають право голосувати у всіх жанрових категоріях, а також у номінаціях «Гра року», «Мобільна гра року», «Онлайн-гра року» та «Видатне досягнення для незалежної гри». Творчі/Технічні члени Академії також можуть голосувати за категорії craft, пов'язані з їхнім досвідом:
- Геймдизайнери та продюсери голосують за категорії «Оповіданні», «Персонаж», «Аудіодизайн», «Ігрова режисура» та «Ігровий дизайн».
- Художники, аніматори та програмісти голосують за категорії «Анімація», «Художнє оформлення», «Персонаж» та «Технічне оформлення».
- Аудіодизайнери та музиканти голосують за категорії «Аудіодизайн», «Оригінальна музична композиція» та «Персонаж».

Завдяки такому підходу D.I.C.E. Awards вважається головним експертним визнанням в індустрії відеоігор порівняно з іншими великими нагородами.

## Церемонії нагородження
| #     | Дата            | Гра року                                | Ведучий(і)                               | Місце проведення               | Прим.                |
| ----- | --------------- | --------------------------------------- | ---------------------------------------- | ------------------------------ | -------------------- |
| 1-ша  | 28 травня 1998  | GoldenEye 007                           | Н/Д                                      | Georgia World Congress Center  | [ 11 ] [ 12 ] [ 13 ] |
| 2-га  | 13 травня 1999  | The Legend of Zelda: Ocarina of Time    | Н/Д                                      | Variety Arts Theater           | [ 14 ]               |
| 3-тя  | 11 травня 2000  | The Sims                                | Мартін Шорт                              | Millennium Biltmore Hotel      | [ 15 ]               |
| 4-та  | 22 березня 2001 | Diablo II                               | Мартін Льюїс                             | Polly Esther's                 | [ 16 ]               |
| 5-та  | 28 лютого 2002  | Halo: Combat Evolved                    | Петтон Освальт                           | Hard Rock Hotel and Casino     | [ 17 ] [ 18 ] [ 19 ] |
| 6-та  | 27 лютого 2003  | Battlefield 1942                        | Дейв Фолі                                | Hard Rock Hotel and Casino     | [ 20 ]               |
| 7-ма  | 4 березня 2004  | Call of Duty                            | Діана Мізота                             | Palms Casino Resort            | [ 21 ] [ 22 ] [ 23 ] |
| 8-ма  | 1 лютого 2005   | Half-Life 2                             | Курт Шоллер, Корі Раус                   | Green Valley Ranch             | [ 24 ]               |
| 9-та  | 9 лютого 2006   | God of War                              | Джей Мор                                 | Hard Rock Hotel and Casino     | [ 25 ] [ 26 ]        |
| 10-та | 7 лютого 2007   | Gears of War                            | Джей Мор                                 | Hard Rock Hotel and Casino     | [ 27 ] [ 28 ]        |
| 11-та | 8 лютого 2008   | Call of Duty 4: Modern Warfare          | Джей Мор                                 | Red Rock Casino, Resort & Spa  | [ 29 ]               |
| 12-та | 19 лютого 2009  | LittleBigPlanet                         | Джей Мор                                 | Red Rock Casino, Resort & Spa  | [ 30 ]               |
| 13-та | 18 лютого 2010  | Uncharted 2: Among Thieves              | Джей Мор                                 | Red Rock Casino, Resort & Spa  | [ 31 ] [ 32 ]        |
| 14-та | 11 лютого 2011  | Mass Effect 2                           | Джей Мор                                 | Red Rock Casino, Resort & Spa  | [ 33 ]               |
| 15-та | 9 лютого 2012   | The Elder Scrolls V: Skyrim             | Джей Мор                                 | Red Rock Casino, Resort & Spa  | [ 34 ]               |
| 16-та | 7 лютого 2013   | Journey                                 | Кріс Гардвік                             | Red Rock Casino, Resort & Spa  | [ 35 ] [ 36 ]        |
| 17-та | 6 лютого 2014   | The Last of Us                          | Феліція Дей, Фредді Вонг                 | Hard Rock Hotel and Casino     | [ 37 ]               |
| 18-та | 5 лютого 2015   | Dragon Age: Inquisition                 | Піт Голмс                                | Hard Rock Hotel and Casino     | [ 38 ]               |
| 19-та | 18 лютого 2016  | Fallout 4                               | Піт Голмс                                | Mandalay Bay Convention Center | [ 39 ]               |
| 20-та | 23 лютого 2017  | Overwatch                               | Грег Міллер, Джессіка Чобот              | Mandalay Bay Convention Center | [ 40 ]               |
| 21-ша | 22 лютого 2018  | The Legend of Zelda: Breath of the Wild | Грег Міллер, Джессіка Чобот              | Mandalay Bay Convention Center | [ 41 ] [ 42 ]        |
| 22-га | 13 лютого 2019  | God of War                              | Грег Міллер, Джессіка Чобот              | Aria Resort and Casino         | [ 43 ] [ 44 ]        |
| 23-тя | 13 лютого 2020  | Untitled Goose Game                     | Грег Міллер, Джессіка Чобот              | Aria Resort and Casino         | [ 44 ]               |
| 24-та | 22 квітня 2021  | Hades                                   | Грег Міллер, Джессіка Чобот, Каліф Адамс | відсутнє                       | [ 45 ]               |
| 25-тя | 24 лютого 2022  | It Takes Two                            | Грег Міллер, Джессіка Чобот              | Mandalay Bay Convention Center | [ 46 ]               |
| 26-та | 23 лютого 2023  | Elden Ring                              | Стелла Чанг, Грег Міллер                 | Resorts World Las Vegas        | [ 47 ]               |
| 27-ма | 15 лютого 2024  | Baldur's Gate 3                         | Стелла Чанг, Грег Міллер                 | Aria Resort and Casino         | [ 48 ] [ 49 ] [ 50 ] |

## Нагородні категорії

### Премії Гра року

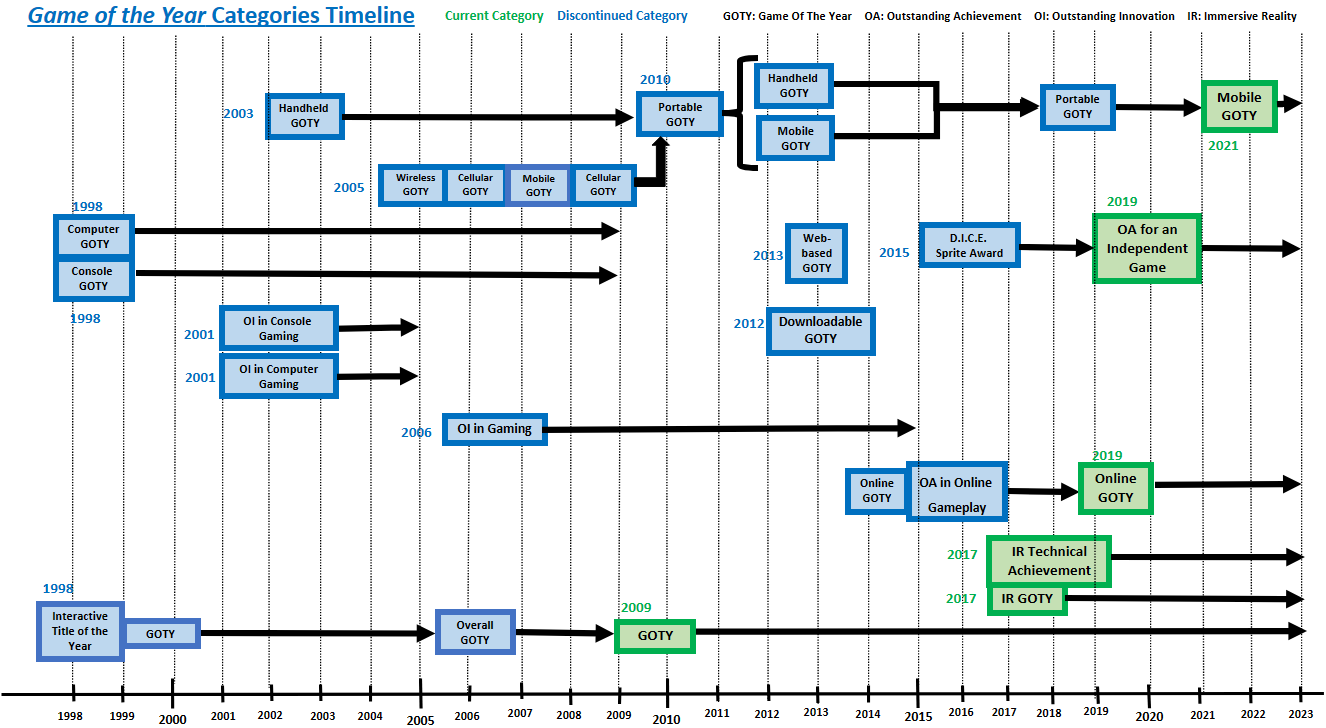
Хронологія категорій премії «Гра року». Найхарактерніша з них — «Гра року» або GOTY — змінювала свою назву лише кілька разів з 1998 року. Синім — скасовані, перейменовані або об'єднані категорії. Зеленим — актуальні (2023 рік). Зазначено перший рік заснування премії.

- Гра року
- Мобільна
- Онлайн
- Незалежна гра
- Імерсивна реальність
- Технічне досягнення

### Виробничі премії
- Видатне досягнення в режисурі гри

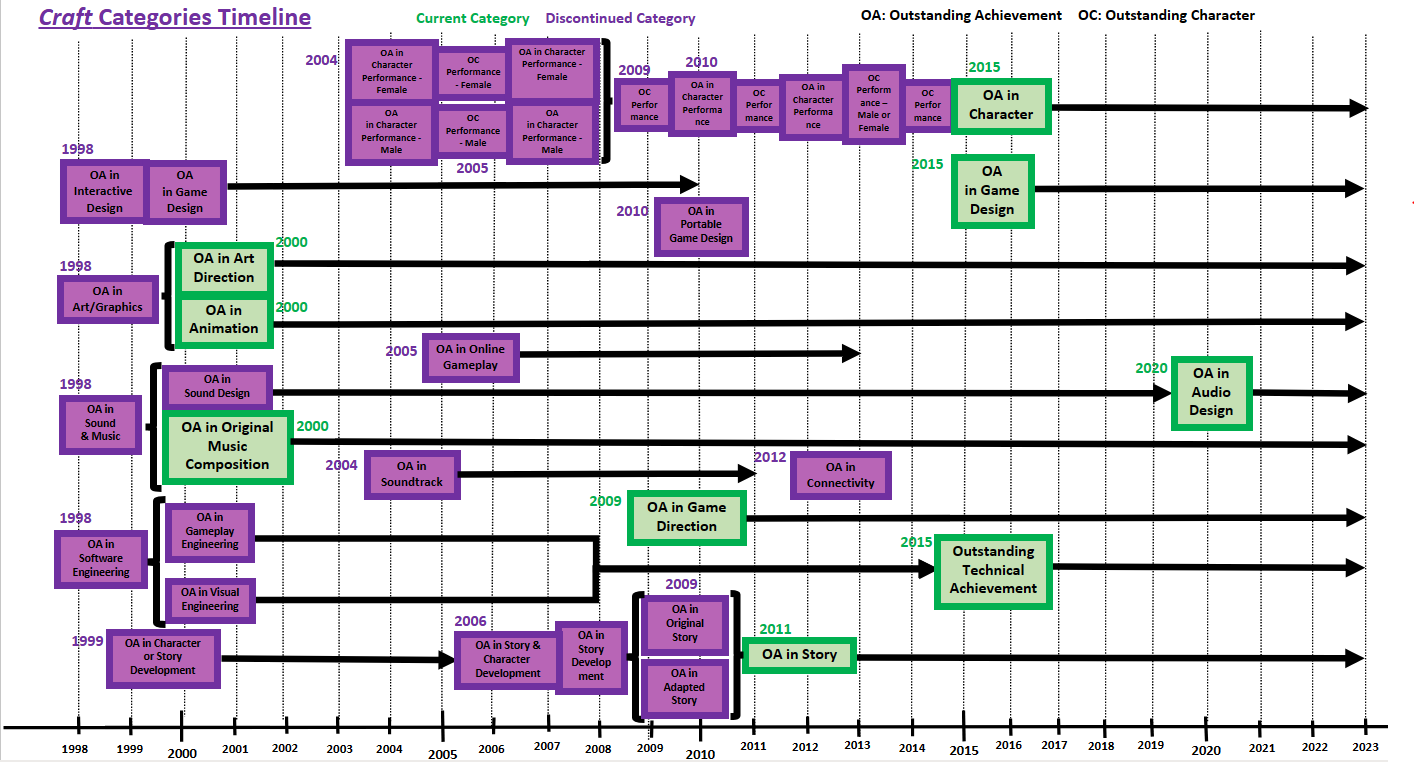
Хронологія категорій премії Craft awards. Фіолетовим — скасовані, перейменовані або об'єднані категорії. Зеленим — актуальні (2023). Зазначено перший рік публікації нагород.

- Видатне досягнення в ігровому дизайні
- Видатне досягнення в анімації
- Видатне досягнення в арт-дирекції
- Видатне досягнення в створенні персонажа
- Видатне досягнення в оригінальній музичній композиції
- Видатне досягнення в звуковому дизайні
- Видатне досягнення в оповіданні
- Видатне технічне досягнення

### Жанрові премії
- Екшн гра року
- Пригодницька гра року
- Сімейна гра року
- Файтингова гра року
- Перегонова гра року
- Рольова гра року
- Спортивна гра року
- Стратегічна/симуляторна гра року

### Скасовані, перейменовані чи об'єднані категорії

#### Гра року
- Консольна гра року: 1998—2009
- Комп'ютерна гра року 1998—2009
- Інновації в консольних іграх 2001—2005
- Інновації в комп'ютерних іграх 2001—2005
- Видатна інновація в іграх: 2006—2015
- Ручна гра року: 2007—2009, 2012—2018
- Портативна гра року: 2010—2011, 2019—2020
- Завантажувана гра року: 2012—2014
- Веб-гра року: 2013

#### Виробничі премії
- Видатні досягнення в мистецтві/графіці: 1998—1999
- Видатні досягнення в галузі звукозапису та музики: 1998—1999
- Видатні досягнення в програмній інженерії: 1998—1999
- Видатне досягнення в геймдизайні: 2000—2014
- Видатне досягнення у візуальній інженерії: 2000—2014
- Видатне (досягнення у) виконання персонажа жінки: 2004—2007
- Видатне (досягнення у) виконання персонажа чоловіка: 2004—2007
- Видатне досягнення в Сандтреці: 2004—2011
- Видатне досягнення в онлайн геймплеї: 2005—2013
- Видатне досягнення в оригінальній історії: 2009—2010
- Видатне досягнення в адаптованій історії: 2009—2010
- Видатне досягнення в портативному ігровому дизайні: 2010
- Видатне досягнення в комунікаціях: 2012—2013

#### Жанрові премії
- Екшн/пригодницька гра року: 2006—2007
- Казуальна гра року: 2009—2014
- Стільникова/мобільна гра року: 2006—2009
- Дитяча гра року: 2006—2007
- Завантажувана гра року: 2004—2008
- Екшн гра року від першої особи: 2006—2007
- Кишенькова гра року: 2001—2006
- Масштабна багатокористувацька/персистентно світова гра рокуr: 2000—2009
- Соціально-мережева гра року: 2010—2012
- Стратегічна гра року: 1998—2007
- Симуляторна гра року: 1998—2007
- Бездротова гра року: 2005

#### Консольні премії
- Консольна екшн гра року: 1998—2000
- Консольна екшн/пригодницька гра року: 2001—2005
- Консольна пригодницька гра року: 1998—1999
- Консольна пригодницька/рольова гра року: 2000
- Консольна дитяча/сімейна гра року: 2000
- Консольна дитяча гра року: 2002, 2004—2005
- Консольна сімейна гра року: 2001, 2004—2005
- Консольна екнш гра року від першої особи: 2003—2005
- Консольна платформерна екшн/пригодницька гра року: 2003—2005
- Консольна рольова гра рокуr: 1998—1999, 2001—2005
- Консольна спортивна гра року: 1998—2003
- Консольна спортивна екшн гра року: 2004—2005
- Консольна спортивна симуляторна гра року: 2004—2005

#### Комп'ютерні премії
- Комп'ютерна екшн гра року: 1998—2000
- Комп'ютерна екшн/пригодницька гра року: 2001—2005
- Комп'ютерна пригодницька гра року: 1998—1999
- Комп'ютерна пригодницька/рольова гра року: 2000
- Комп'ютерна дитяча (розважальна) гра року: 1999—2000, 2002, 2005
- Комп'ютерна сімейна гра року: 1998—2001, 2004—2005
- Комп'ютерна екшн гра року від першої особи: 2003—2005
- Комп'ютерна рольова гра року: 1998—1999, 2001—2005
- Комп'ютерна спортивна гра року: 1998—2005
- Комп'ютерна креативна гра року: 1998—2000
- Комп'ютерна-освітня розважальна гра року: 1998
- Комп'ютерна розвиваюча гра року: 1998
- Комп'ютерна навчальна гра року (0-8 років): 1999
- Комп'ютерна навчальна гра року (9-16 років): 1999
- Комп'ютерна навчальна гра року: 2000, 2002

#### Онлайн премії
- Онлайн-екшн/стратегія року: 1999
- Онлайн-сімейна/настільна гра року: 1999
- Онлайн-рольова гра року: 1999
- Розважальний сайт року: 1998—2000
- Новини/інформаційний сайт року: 1998—2000
- Онлайн-геймплей року: 2001—2003

## Спеціальні категорії

### Зала слави
Академія інтерактивних мистецтв і наук щорічно вносить до своєї «Зали слави» розробників відеоігор, які зробили революційні та інноваційні досягнення в індустрії відеоігор.
| Рік  | Особа                                  | Компанія/роль                                                          | Визначні ігри |
| ---- | -------------------------------------- | ---------------------------------------------------------------------- | --- |
| 1998 | Шіґеру Міямото                         | Nintendo                                                               | Donkey Kong, Mario, The Legend of Zelda, F-Zero, Star Fox, Pikmin, та серія Wii                                                                                   |
| 1999 | Сід Меєр                               | Засновник Firaxis Games та MicroProse                                  | Pirates!, Railroad Tycoon, Civilization, та Alpha Centauri |
| 2000 | Хіронобу Сакагучі                      | Спочатку в Square (перейменованій на Square Enix), ЗасновникMistwalker | Final Fantasy, Chrono Trigger, Parasite Eve, Lost Odyssey, та The Last Story                                                                                      |
| 2001 | Джон Кармак                            | Засновник id Software                                                  | Commander Keen, Doom, Quake, та Rage |
| 2002 | Вілл Райт                              | Засновник Maxis                                                        | SimCity, Spore, та The Sims |
| 2003 | Ю Судзукі                              | Sega (голова підрозділу Sega AM2)                                      | Hang-On, Space Harrier, Out Run, After Burner, Power Drift, Virtua Racing Virtua Fighter, Daytona USA, Virtua Cop, та серія Shenmue                               |
| 2004 | Пітер Моліньє                          | Засновник Lionhead Studios та Bullfrog Productions                     | Black &amp; White, Populous, Magic Carpet, Syndicate, Dungeon Keeper, та Fable                                                                                    |
| 2005 | Тріп Гокінс                            | Founder of Electronic Arts.таDigital Chocolate                         | Madden Football |
| 2006 | Річард Ґерріотт                        | Засновник Origin Systems                                               | Ultima series та Tabula Rasa |
| 2007 | Дані Бантен (посмертно)                | Засновник Ozark Softscape                                              | M.U.L.E. |
| 2008 | Майкл Морхайм                          | Президент та співзасновник Blizzard Entertainment                      | Warcraft, Starcraft, та Diablo |
| 2009 | Брюс Шеллі                             | Ensemble Studios                                                       | Age of Empires |
| 2010 | Марк Серні                             | Cerny Games                                                            | Marble Madness, Ratchet & Clank, та Jak &amp; Daxter |
| 2011 | Рей Музика та Грег Зещук               | Співзасновник BioWare                                                  | Knights of the Old Republic, Mass Effect, та Dragon Age |
| 2012 | Тім Свіні                              | Засновник та генеральний директор Epic Games                           | Unreal та Gears of War series |
| 2013 | Гейб Ньюелл                            | Співзасновник та генеральний директор Valve                            | Portal, Half-Life, та Left 4 Dead |
| 2014 | Сем Гаузер, Ден Гаузер та Леслі Бензіс | Співзасновник Rockstar Games                                           | Grand Theft Auto та Bully |
| 2016 | Хідео Кодзіма                          | Засновник Kojima Productions                                           | Metal Gear, Snatcher, Policenauts, Zone of the Enders, та Boktai                                                                                                  |
| 2017 | Тодд Говард                            | Режисер та виконавчий продюсер уBethesda Game Studios                  | The Elder Scrolls та серія Fallout |
| 2019 | Боні Росс                              | Корпоративний віце-президент уMicrosoft, Голова 343 Industries         | Серія Halo |
| 2020 | Конні Бут                              | Віце-президент з розробки продуктів у Sony Interactive Entertainment   | Відповідальний за кілька франшиз Sony, що належать стороннім компаніям, зокрема Crash Bandicoot, Spyro the Dragon, Jak and Daxter, Ratchet & Clank, та Sly Cooper |
| 2022 | Ед Бун                                 | Креативний директор NetherRealm Studios                                | Співавтор серії Mortal Kombat |
| 2023 | Tim Schafer                            | Співзасновник Double Fine Productions                                  | Grim Fandango, Psychonauts, Broken Age, та Psychonauts 2 |
| 2024 | Koji Kondo                             | Композитор і саунд-дизайнер Nintendo                                   | Серед робіт — численні ігри, в тому числі франшизи Super Mario Bros. та The Legend of Zelda                                                                       |

### Премії за життєві досягнення
Премія за життєві досягнення присуджується «особам, чиї досягнення охоплюють широкий спектр дисциплін протягом тривалої кар'єри в індустрії».
| Рік  | Особа                            | Компанія/роль |
| ---- | -------------------------------- | --- |
| 2007 | Мінору Аракава і Говард Лінкольн | Колишні президенти Nintendo of America |
| 2008 | Кен Кутарагі                     | Колишній голова/генеральний директор Sony Computer Entertainment і вважається «батьком PlayStation»                                                        |
| 2010 | Дуг Левенштейн                   | Заснував і обіймав посаду президента Асоціації інтерактивного цифрового програмного забезпечення, яка стала Асоціацією програмного забезпечення для розваг |
| 2011 | Бінг Гордон                      | Колишній головний креативний директор Electronic Arts |
| 2016 | Сатору Івата (посмертно)         | Колишній президент Nintendo |
| 2018 | Геньо Такеда                     | Колишній генеральний менеджер Nintendo Integrated Research &amp; Development                                                                               |
| 2022 | Філ Спенсер                      | Генеральний директор Microsoft Gaming |

### Піонерські премії
Премія Pioneer Award присуджується «особам, чия робота протягом усієї кар'єри допомогла сформувати та визначити індустрію інтерактивних розваг».
| Рік  | Особа                      | Компанія/роль                                                                  |
| ---- | -------------------------- | ------------------------------------------------------------------------------ |
| 2010 | Девід Крейн                | Засновник Activision                                                           |
| 2011 | Білл Бадж                  | Розробник Raster Blaster та Pinball Construction Set                           |
| 2012 | Ед Логг                    | Співрозмовник багатьох аркадних ігор, зокрема Asteroids, Centipede та Gauntlet |
| 2013 | Дейв Леблінг та Марк Бланк | Співзаснвоники Infocom                                                         |
| 2014 | Юджин Джарвіс              | Розробник аркадних ігор Defender та Robotron: 2084                             |
| 2015 | Аллан Алкорн               | Розробник Pong та співрозробник кількох домашніх консолей Atari                |
| 2015 | Ральф Баер                 | Автор першої домашньої консолі, Magnavox Odyssey                               |

### Премія за технічний вплив
Премія за технічний вплив була додана до церемонії нагородження 2015 року, щоб відзначити «унікальні інновації, які сприяють постійному прогресу інтерактивних медіа».
| Рік  | Переможець      |
| ---- | --------------- |
| 2015 | Apple App Store |
| 2016 | Visual Basic    |

## Найбільше перемог та номінацій

### За грою
| Нагороди | Гра                                  | Рік  |
| -------- | ------------------------------------ | ---- |
| 10       | The Last of Us                       | 2014 |
| 10       | Uncharted 2: Among Thieves           | 2010 |
| 9        | God of War                           | 2019 |
| 9        | Half-Life 2                          | 2005 |
| 8        | Gears of War                         | 2007 |
| 8        | Journey                              | 2013 |
| 8        | LittleBigPlanet                      | 2009 |
| 8        | Middle-earth: Shadow of Mordor       | 2015 |
| 8        | Prince of Persia: The Sands of Time  | 2004 |
| 7        | God of War                           | 2006 |
| 7        | God of War: Ragnarök                 | 2023 |
| 6        | Marvel's Spider-Man 2                | 2024 |
| 6        | The Legend of Zelda: Ocarina of Time | 1999 |

| Номінації | Гра                                 | Рік  |
| --------- | ----------------------------------- | ---- |
| 15        | Uncharted 2: Among Thieves          | 2010 |
| 13        | Prince of Persia: The Sands of Time | 2004 |
| 13        | The Last of Us                      | 2014 |
| 12        | BioShock                            | 2008 |
| 12        | God of War                          | 2006 |
| 12        | God of War                          | 2019 |
| 12        | God of War: Ragnarök                | 2023 |
| 12        | Uncharted 3: Drake's Deception      | 2012 |
| 11        | Half-Life 2                         | 2005 |
| 11        | Journey                             | 2013 |
| 11        | Marvel's Spider-Man                 | 2019 |
| 11        | The Last of Us Part II              | 2021 |

### За франшизою
| Франшиза                           | Нагороди | Ігри |
| ---------------------------------- | -------- | ---- |
| God of War                         | 26       | 6    |
| Mario                              | 23       | 23   |
| The Legend of Zelda                | 17       | 8    |
| Uncharted                          | 17       | 3    |
| Half-Life                          | 15       | 5    |
| FIFA/FC                            | 13       | 13   |
| Final Fantasy                      | 13       | 7    |
| Call of Duty                       | 12       | 6    |
| Halo                               | 12       | 4    |
| The Last of Us                     | 12       | 2    |
| Dungeons & Dragons                 | 11       | 7    |
| Marvel                             | 11       | 5    |
| Middle-earth/The Lord of the Rings | 11       | 3    |

| Франшиза            | Номінації | Ігри |
| ------------------- | --------- | ---- |
| Call of Duty        | 76        | 20   |
| Mario               | 70        | 48   |
| The Legend of Zelda | 51        | 15   |
| Uncharted           | 50        | 6    |
| God of War          | 48        | 8    |
| Assassin's Creed    | 45        | 12   |
| Star Wars           | 42        | 20   |
| Marvel              | 39        | 14   |
| Final Fantasy       | 38        | 15   |
| Ratchet & Clank     | 36        | 8    |
| Battlefield         | 35        | 10   |
| Tom Clancy's        | 34        | 15   |
| Dungeons & Dragons  | 32        | 13   |
| FIFA/FC             | 30        | 23   |
| DC Comics           | 30        | 13   |
| Halo                | 30        | 9    |
| Grand Theft Auto    | 30        | 6    |

### За розробником
| Розробник              | Нагороди | Ігри |
| ---------------------- | -------- | ---- |
| Nintendo EAD/EPD       | 41       | 25   |
| Naughty Dog            | 29       | 5    |
| Santa Monica Studio    | 24       | 4    |
| EA Canada/Vancouver    | 23       | 18   |
| Valve                  | 20       | 6    |
| Blizzard Entertainment | 17       | 11   |
| BioWare                | 17       | 7    |
| Ubisoft Montreal       | 16       | 8    |
| Harmonix               | 14       | 7    |
| Insomniac Games        | 14       | 6    |
| SquareSoft/Square Enix | 13       | 7    |
| Bethesda Game Studios  | 13       | 5    |
| Bungie                 | 12       | 3    |

| Розробник              | Номінації | Ігри |
| ---------------------- | --------- | ---- |
| Nintendo EAD/EPD       | 126       | 50   |
| Ubisoft Montreal       | 103       | 32   |
| Naughty Dog            | 85        | 12   |
| Insomniac Games        | 77        | 17   |
| EA Canada/Vancouver    | 76        | 49   |
| SquareSoft/Square Enix | 58        | 26   |
| Blizzard Entertainment | 56        | 21   |
| Valve                  | 48        | 11   |
| Santa Monica Studio    | 48        | 7    |
| BioWare                | 47        | 16   |
| DICE                   | 47        | 16   |
| Infinity Ward          | 45        | 8    |

### За видавцем
| Видавець                               | Нагороди | Ігри |
| -------------------------------------- | -------- | ---- |
| Sony Interactive Entertainment         | 127      | 48   |
| Electronic Arts                        | 113      | 79   |
| Nintendo                               | 80       | 61   |
| Microsoft/Xbox Game Studios            | 70       | 44   |
| Activision                             | 26       | 16   |
| Ubisoft                                | 21       | 13   |
| Warner Bros. Interactive Entertainment | 21       | 10   |
| Valve                                  | 20       | 6    |
| Blizzard Entertainment                 | 18       | 10   |
| Bethesda Softworks                     | 15       | 7    |

| Видавець                       | Номінації | Ігри |
| ------------------------------ | --------- | ---- |
| Sony Interactive Entertainment | 506       | 168  |
| Electronic Arts                | 407       | 220  |
| Nintendo                       | 291       | 159  |
| Microsoft/Xbox Game Studios    | 254       | 114  |
| Ubisoft                        | 182       | 79   |
| Activision                     | 170       | 68   |
| SquareSoft/Square Enix         | 84        | 40   |
| 2K Games                       | 72        | 39   |
| Rockstar Games                 | 65        | 13   |
| Sega                           | 63        | 36   |